# Elf Jahre alt
Elf Jahre alt ist ein Dokumentarfilm des DEFA-Studios für Wochenschau und Dokumentarfilme von Winfried Junge aus dem Jahr 1966.

## Handlung
Es ist Januar 1966, als sich das Filmteam um Winfried Junge nach 1961 und 1962 erneut in Golzow zu Dreharbeiten einfindet. Inzwischen gehen die porträtierten Kinder in die 5. Klasse und sollen diesmal selbst die Themen für den neuen Film vorschlagen, von denen einige auch berücksichtigt werden.  
In der ersten Unterrichtsstunde geht es um die Prometheus-Sage und die Frage, was der noch ändern wollte, als er die Erde betrat. Die Schüler erkennen, dass es nur die Menschen sein könnten, die auf der Erde noch fehlten. Anschließend zählen die Kinder auf, zu was der Mensch alles in der Lage ist. Eine große Hilfe ist auch Winfried, der ein Lexikon von zu Haus mitbrachte, in dem die Geschichte nachgeschlagen werden kann. Winfried ist auch in anderen Angelegenheiten sehr interessiert und bastelt sehr viel. Ergebnisse seiner Bastelarbeiten bringt er gern in die Schule mit, um sie den anderen Kindern zu zeigen. Selbst der Beginn des Biologie-Unterrichts kann ihn nicht davon abhalten. Weitere Filmaufnahmen zeigen Ausschnitte aus den Fächern Mathematik, Erdkunde und Russisch. Der Unterricht beschäftigt die Kinder auch noch in ihrer Freizeit, denn beim Nachspielen zu Hause merkt man Ilona an, wie genau sie ihre Lehrer beobachtet hat und mit ihrer Freundin Regina umgeht. Beide gestehen aber auch, dass sie einmal Schauspielerinnen werden möchten und deshalb gern solche Spiele machen. Wieder in der Schule, wird im Musikunterricht das Lied Anmut sparet nicht noch Mühe von Hanns Eisler nach einem Gedicht von Bertolt Brecht eingeübt.
Aber auch die Zeit nach dem Unterricht wird nicht vergessen. Gezeigt wird, wie die Kinder ihre Freizeit verbringen, wo und wie sie wohnen. Die Jungen nutzen vor allen Dingen den Schnee, der in diesem Winter reichlich vorhanden ist, zum Spielen. Elke geht mit ihrer Mutter einkaufen und gemeinsam bringen sie die Sachen, da sie etwas außerhalb von Golzow wohnen, mit einem Schlitten nach Hause. Hier sieht sich Elke mit ihrem Klassenkamerad Dieter eine Dokumentation über den Krieg in Vietnam an und schildert anschließend ihre Eindrücke darüber. Auch der Gang von Marieluise am Sonntag zum Gottesdienst in die Kirche wird gezeigt, sogar die Feier zu einem Kindergeburtstag darf nicht fehlen. Es gibt aber auch Aufnahmen einer Elternversammlung, in welcher ein Vater erzählt, wie schwer es ihm fällt, seinem Sohn zu helfen, da er selbst durch den Krieg keine gute Ausbildung hatte.
Ein weiteres Thema, welches im Unterricht behandelt wird, ist der Spruch: „Alles fließt“. Hierzu sollen die Kinder sich äußern, was damit gemeint sein könnte, was sie auch tun. Dazu sind Aufnahmen der vereisten Oder zu sehen. Zum Schluss des Films können alle Schüler der 5. Klasse Fragen stellen, die sie sehr bewegen, bekommen aber nicht sofort eine Antwort, doch das ist auch nicht der Sinn des Films, sondern zeigt nur, wie vielseitig sie interessiert sind.

## Produktion und Veröffentlichung
Elf Jahre alt ist der 3. Teil der Langzeitdokumentation Die Kinder von Golzow und wurde als Schwarzweißfilm von der Künstlerischen Arbeitsgruppe (KAG) Karl Gass unter dem Arbeitstitel Schulklasse Golzow im Auftrag des Ministeriums für Auswärtige Angelegenheiten der DDR hergestellt. Für die Dramaturgie war Manfred Uschmann verantwortlich. Der Film lief in den Kinos der DDR am 2. September 1966 an. Die erste Fernsehausstrahlung erfolgte am 17. April 1967 im Deutschen Fernsehfunk.

## Kritik
In seinem Bericht in der Berliner Zeitung von der 9. Internationalen Leipziger Dokumentar- und Kurzfilmwoche, würdigt Günter Sobe den Film als guten, in seinen Ausdrucksmitteln unaufdringlichen Film.
Horst Schiefelbein schreibt im Neuen Deutschland ebenfalls von der 9. Internationalen Leipziger Dokumentar- und Kurzfilmwoche, auf der Elf Jahre alt als Eröffnungsfilm mit spontanem Beifall belohnt wurde. Der mit poesiehaften Zügen, klug und überzeugend, sowie bildkompositorisch eindrucksvoll ins Bild gesetzte Film, zeige das neue Lebensgefühl der in der DDR heranwachsenden Generation.

## Auszeichnungen
- 1966: Silberne Taube der 2. Kategorie auf der 9. Internationalen Leipziger Dokumentar- und Kurzfilmwoche
- 1967: Heinrich-Greif-Preis, 3. Klasse: Winfried Junge für die Regie